# Proparachaeta quinquevittata
Proparachaeta quinquevittata là một loài ruồi trong họ Tachinidae.